# Aeolothrips oregonus
Aeolothrips oregonus är en insektsart som beskrevs av Ian A. Hood 1935. Aeolothrips oregonus ingår i släktet Aeolothrips och familjen rovtripsar. Inga underarter finns listade i Catalogue of Life.